# Siemens SD-460
Siemens SD-400 und Siemens SD-460 sind Stadtbahnfahrzeuge, die von Siemens Mobility für den nordamerikanischen Markt entworfen wurden. Die Entwicklung basiert auf dem Verkaufserfolg der hochflurigen Siemens–Duewag-U2-Stadtbahnwagen, von denen die Modelle das Namenskürzel erbten.

## Geschichte
Der Erfolg der Stadtbahnkonzepte in Europa wurde in den Vereinigten Staaten in den 1970er Jahren rezipiert und führte ab 1972 zur begrifflichen Definition von LRV-Leichtbahnfahrzeugen (Light rail vehicle). Die damals gegründete Urban Mass Transportation Administration (UMTA) gründete dann Kommissionen zur Förderung von Nahverkehrssystemen für die Städte, in denen die vorherigen Straßenbahnen verschwunden waren.
Noch vor den USA wurde das erste LRV-System in Edmonton (Kanada) ab 1978 errichtet. Es folgte die Stadtbahn in Calgary und die Stadtbahn in San Diego 1981. Für die genannten drei Städten importierte man zu dieser Zeit die U2-Stadtbahnwagen aus Deutschland (durch den Buy America Act mit lokaler Endmontage ab 1983). Anschließend beschaffte man in weiteren Städten auch Neukonstruktionen aus Nordamerika anderer Hersteller.
Im Gegensatz zu den SD-100 / SD-160, die unter 600 V Oberleitung fahren, sind die SD-400 / SD-460 für 750 V Oberleitung ausgelegt. Durch Einsatz von IGBT-Leistungselektronik erreichen sie eine höhere Beschleunigung und wurden für Geschwindigkeiten über 100 km/h zugelassen.
Die ersten Fahrzeuge der SD-400 wurde ab 1985 noch aus den Werken in Deutschland geliefert (mit Endmontage in Pittsburgh). Siemens Mobility kaufte die Bahnwerke in Sacramento in Kalifornien 1992. Die weiteren Fahrzeuge sowie die Variante SD-460 mit Wechselstrom wurden dann dort hergestellt.

## SD-400
Die SD-400 (Gleichstrom) wurden mit IGBT-Leistungselektronik unter 750 V ausgelegt.
Betreiber sind The T in Pittsburgh (55 Fahrzeuge), und Metrolink in St. Louis (31 Fahrzeuge).

## SD-460
Die SD-460 (Wechselstrom) wurden mit IGBT-Leistungselektronik unter 750 V ausgelegt.
Betreiber sind Metrolink in St. Louis (56 Fahrzeuge), und Valencia Metro in Venezuela (12 Fahrzeuge).